# Nurdäulet Küzembajew
Nurdäulet Küzembajew (ros. Нурдавлет Кузембаев, ur. 15 czerwca 1912 w obwodzie turgajskim, zm. 7 listopada 1996) – radziecki i kazachski polityk, zarządzający sprawami Rady Komisarzy Ludowych Kazachskiej SRR (1941-1944).
1929-1932 referent rejonowego komitetu WKP(b), księgowy rejonowego oddziału finansowego, referent wiktu wojskowego komitetu wykonawczego rady rejonowej i kasjer rejonowego oddziału finansowego w Karakałpackim Obwodzie Autonomicznym. 1932-1937 studiował w Leningradzkim Instytucie Finansowo-Ekonomicznym, 1937-1939 inspektor, starszy inspektor, szef wydziału kazachskiego republikańskiego biura Banku Komunalnego, 1939 konsultant Rady Komisarzy Ludowych Kazachskiej SRR, od października 1939 do stycznia 1940 zastępca przewodniczącego Komitetu Organizacyjnego Prezydium Rady Najwyższej Kazachskiej SRR w obwodzie wschodniokazachstańskim. Od stycznia 1940 do 1941 zastępca przewodniczącego Komitetu Wykonawczego Wschodniokazachstańskiej Rady Obwodowej, 1941-1944 zarządzający sprawami Rady Komisarzy Ludowych Kazachskiej SRR, 1944-1950 przewodniczący Komitetu Wykonawczego Rady Obwodowej w Ałma-Acie, 1950-1953 przewodniczący Komitetu Wykonawczego Południowokazachstańskiej Rady Obwodowej. Od 1953 do kwietnia 1954 I sekretarz Południowokazachstańskiego Komitetu Obwodowego KPK, 1954 organizator odpowiedzialny KC KPK, 1954-1957 I sekretarz rejonowego komitetu KPK, 1957-1962 szef obwodowego zarządu statystycznego w Ałma-Acie, 1962-1964 szef wydziału finansów i kosztów własnych Państwowego Komitetu Planowania Rady Ministrów Kazachskiej SRR, 1964-1971 dyrektor Ekonomicznego Instytutu Naukowo-Badawczego przy Państwowym Komitecie Planowania Kazachskiej SRR, 1971-1982 kierownik wydziału i sektora Ekonomicznego Instytutu Naukowo-Badawczego przy Państwowym Komitecie Planowania Kazachskiej SRR (od 1974 doktor nauk ekonomicznych), następnie na emeryturze.

## Odznaczenia
- Order Lenina
- Order Czerwonego Sztandaru Pracy (dwukrotnie)
- Order Wojny Ojczyźnianej II klasy